# Canal Leeds-Liverpool
 (mai 2018).
Si vous disposez d'ouvrages ou d'articles de référence ou si vous connaissez des sites web de qualité traitant du thème abordé ici, merci de compléter l'article en donnant les références utiles à sa vérifiabilité et en les liant à la section « Notes et références ».
Le canal Leeds-Liverpool est un canal situé dans le nord de l'Angleterre, reliant les villes de Leeds et de Liverpool. 

## Histoire
En 1789, lors de l'émission des actions de la société du Canal Leeds-Liverpool, 71 % des porteurs et la moitié du capital sont dans les comtés du Yorkshire et du Lancashire et 393 des 469 actionnaires initiaux n'ont que 5 actions. Six ans après, en 1795, ils sont 60 % à avoir conservé leurs actions. En 1800 c'est le cas d'encore 46 % d'entre eux. D'une longueur de 204 km, le canal traverse la chaîne montagneuse des Pennines, via 91 écluses. Au début du XXIe, le canal a été rénové et relié aux  docks de Liverpool (il était relié jusqu'alors à son port).[réf. nécessaire]